# Patinoire du Herti
 (avril 2025).
La patinoire du Herti, (en allemand Eishalle Herti) est une patinoire couverte de Suisse située à Zoug, désaffectée en 2010.
Érigée en 1967 dans le quartier du Herti, elle avait à l'origine une capacité de 8200 spectateurs. Sa contenance a été réduite, à cause de normes de sécurité plus sévère, à 6780 places, dont 2858 assises.
Dans ses murs, le EV Zoug a remporté le titre de champion de Suisse en 1998, ainsi que les deux défaites en finale en 1995 et 1997.

## Histoire
L'histoire débute en 1957, lorsque trois banquiers de la Banque cantonale de Zurich, Werner Camenzind, Jost Grob et Richard Hager, posent les premiers jalons d'une patinoire à Zoug. Cinq ans plus tard, l'architecte Karl Aklin est mandaté par la ville pour imaginer une installation sportive dans le quartier du Herti. Le crédit pour le projet est de 152 000 francs et une initiative est lancée, laquelle est approuvée par la population.
En mars 1963, Aklin présente son projet devisé à 3 825 000 francs aux autorités. Les Zougois l'acceptent en votation le 4 juillet 1965 et la société Kunsteisbahn Zug AG est créée l'année suivante. La première pierre est posée le 10 octobre 1966 et la dernière fin juin 1967. L'inauguration a elle lieu en novembre de cette même année. Le toit est posé en 1976.
En 2010, la patinoire tombe en lambeaux et une nouvelle patinoire, la Bossard Arena est construite.

## Source
- (de) Cet article est partiellement ou en totalité issu de l’article de Wikipédia en allemand intitulé « Stadion Herti » (voir la liste des auteurs).